# Yeonsu-dong, Incheon
Yeonsu-dong (koreanska: 연수동) är en stadsdel i staden Incheon i den nordvästra delen av Sydkorea, 30 km sydväst om huvudstaden Seoul. Den ligger i stadsdistriktet Yeonsu-gu.

## Indelning
Administrativt är Yeonsu-dong indelat i:
| Namn    | Namn               | Yta km² | Invånare 31 dec 2020 |
| ------- | ------------------ | ------- | -------------------- |
| 연수1동 | Yeonsu 1(il)-dong  | 1,66    | 27 588               |
| 연수2동 | Yeonsu 2(i)-dong   | 1,00    | 22 408               |
| 연수3동 | Yeonsu 3(sam)-dong | 0,86    | 16 926               |